# Генерал от артилерията (България)
Генерал от артилерията е най-висшето военно звание от артилерията в Третото българско царство.

## История
Генерал от артилерията е най-високото генералско звание по време на Третото българско царство, следва след званието генерал-лейтенант. От 1878 г. до 1897 г. се използва обобщеното звание генерал (пълен генерал), а след Втората световна война (1941 – 1945) е заменено с общото за всеки род войски генерал-полковник.

## Генерали от артилерията
- (1941) Георги Попов (1887 – 1953)
- (1944) Руси Русев (1887 – 1945)
- (1944) Владимир Заимов (1888 – 1942), посмъртно